# Alana Bock
Alana Bock (* 29. November 1969 in Bremen) ist eine deutsche Schauspielerin.

## Leben
Alana Bock absolvierte ihre Ausbildung am Hamburgischen Schauspielstudio bei Hildburg Frese und an der Stage  School Hamburg. Anstatt nach ihrer Schauspielausbildung die übliche Karriere über die Theaterbühne einzuschlagen, trug sie sich in den Katalog einer Schauspielervermittlung ein und wartete auf Angebote. Dort wurde sie von der Filmemacherin Heide Pils entdeckt, die sie zuerst 1995 in der TV-Komödie Austernexpress in einer Nebenrolle besetzte und ihr anschließend 1996 ihre erste Hauptrolle in Das Ende eines normalen Tages verschaffte.
Im folgenden Jahr zog sie für verschiedene Filmproduktionen nach Berlin. Darunter die RTL-Mystery-Serie Operation Phoenix – Jäger zwischen den Welten und die Hauptrolle in der Komödie Silvias Bauch von Hugo Egon Balder. Mittlerweile lebt sie wieder in Hamburg.
Die meisten ihrer Auftritte hatte sie in Fernsehproduktionen. Sie wirkte aber auch in zwei Kinofilmen mit: Buy 1 Get 1 Free und Adam & Eva. Neben ihrer Tätigkeit als Schauspielerin war sie 2001 in dem Kurzfilm Ashes to Ashes von Stefan Bühling für die visuellen Effekte zuständig.

## Filmografie
- 1993: Freunde fürs Leben – Todeskurve (Staffel 2, Folge 1)
- 1995: Austernexpreß
- 1996: Das Ende eines normalen Tages
- 1996: Anwalt Martin Berg – Im Auftrag der Gerechtigkeit
- 1997: Ein Traum von Hochzeit
- 1997: Buy 1 Get 1 Free
- 1997: Dr. Mad – Halbtot in weiß
- 1997: Die Gang – Liebeslied für eine Leiche (Staffel 1, Folge 4)
- 1997: Tatort – Liebe, Sex und Tod
- 1997–1999: Operation Phoenix – Jäger zwischen den Welten (11 Folgen)
- 1998: Ein Fall für zwei – Unheimliche Geschäfte (Staffel 18, Folge 3)
- 1998: Silvias Bauch
- 1998: Adelheid und ihre Mörder – Kriminaltango (Staffel 2, Folge 6)
- 1999: Fieber – Ärzte für das Leben (TV-Serie)
- 2000: Ein Mann steht seine Frau – Edelgard (Staffel 2, Folge 2)
- 2001: Ich schenk dir meinen Mann 2
- 2001: Der Fahnder – Alles Lüge (Staffel 11, Folge 4)
- 2001: Alphateam – In Sachen Liebe (Staffel 6, Folge 9)
- 2001: Das Weibernest
- 2001: Im Namen des Gesetzes – Enttäuschte Liebe (Staffel 6, Folge 13)
- 2002: Bowling (Kurzfilm)
- 2003: Adam & Eva
- 2003: Broti & Pacek – Irgendwas ist immer – Nein, Ich will (Staffel 2, Folge 10)
- 2004: SOKO 5113 – Ritt in den Tod (Staffel 25, Folge 1)
- 2004: Inga Lindström – Wind über den Schären (Staffel 1, Folge 3)
- 2004: Berlin, Berlin – Hochzeitsspiele (Staffel 3, Folge 10)
- 2004: Der Ermittler – Familienglück (Staffel 4, Folge 4)
- 2005: Die Nachrichten
- 2008: Den Strand entlang (Kurzfilm)

## Theater
- 2007: Die Reise nach Jeruzalemsko – Ein begehbares Hörspiel[3]